# Algimantas Križinauskas
Algimantas Križinauskas (* 28. April 1958 in Prienai) ist ein litauischer Finanzer und Politiker.

## Leben
Nach dem Abitur 1976 an der Mittelschule Prienai absolvierte er das Studium der Wirtschaft an der Fakultät für Wirtschaft der Vilniaus universitetas und arbeitete ab 1980 im Finanzministerium (Litauen) als Ökonom, Abteilungsleiter, Departamentsdirektor, 1996 als Finanzminister, ab 2000 Vorstandsvorsitzende von Lietuvos taupomasis bankas, danach Direktor des Büros für Transportversicherer.